# Helena da Borgonha
Helena da Borgonha ou Hélia da Borgonha (em francês: Hélène de Bourgogne; Borgonha, c. 1080 — 28 de fevereiro de 1141), foi a condessa consorte de Bertrando, Conde de Trípoli e mãe do também conde, Pôncio de Trípoli. Era filha de Odo I o Vermelho, duque da Borgonha, com Sibila da casa condal da Borgonha. Casou-se a c. 1095 com Bertrando de Saint-Gilles, futuro conde de Toulouse e de Trípoli. Deste casamento nasceram:
- Pôncio de Trípoli, sucessor do pai no condado de Trípoli
- Filipe (1099-1102)
- Inês, casada com Reinaldo, senhor de Margat.

Em 1109, Bertrando seguiu os passos do seu pai Raimundo IV de Toulouse na Terra Santa e assumiu o controlo do condado de Trípoli, deixando o condado de Toulouse ao seu irmão Afonso-Jordão. Bertrando morreu em 1112 no Levante. 

## Matrimónio e descendência
Helena casou-se então em segundas núpcias, em 1115, com Guilherme III Talvas, conde de Alençon e Ponthieu, de quem teve:
- Guido II, conde de Ponthieu
- Guilherme
- Roberto
- Enguerrand
- Mabille
- João I, conde de Alençon
- Clemência, casada com Juhel I, senhor de Mayenne
- Adela, casada com Guilherme III de Warenne, conde de Surrey, e depois com Patrick FitzWalter, conde de Salisbury.